# Richard Engel
Richard Engel (Nova Iorque, 16 de setembro de 1973) é um jornalista de televisão e autor, sendo mais conhecido como correspondente da NBC News no estrangeiro,  ele foi designado para essa posição em 18 de abril de 2008.
Antes de entrar para a NBC News em maio de 2003 ele cobriu o início da guerra de 2003 no Iraque a partir de Bagdá para o ABC News como um jornalista freelance. Ele fala e lê árabe fluentemente e também é fluente em italiano e espanhol. Engel escreveu o livro Um punho no Ninho de Vespa, publicado em 2004, sobre sua experiência cobrindo a Guerra do Iraque a partir de Bagdá. Seu mais recente livro, War Journal: Meus Anos Cinco no Iraque, publicado em junho de 2008, começa onde o livro anterior parou. O jornalista foi sequestrado pela Al-jayš as-suri al-ħurr e depois foi liberado mediante resgate.

## Obras
- War Journal: My Five Years in Iraq; (Jun 2008); Publisher: editora: Simon & Schuster;  (Jun 2008); ISBN 978-1416563044.
- A Fist in the Hornet's Nest: On the Ground in Baghdad Before, During and After the War; (Mar 2005); editora: Hyperion; (Mar 2005); ISBN 978-1401307622.